# Бала Магаллє-є Налькіяшар
Бала Магаллє-є Налькіяшар (перс. بالامحله نالكياشر) — село в Ірані, у дегестані Дівшал, у Центральному бахші, шагрестані Лянґаруд остану Ґілян. За даними перепису 2006 року, його населення становило 212 осіб, що проживали у складі 69 сімей.

## Клімат
Середня річна температура становить 14,88 °C, середня максимальна – 28,55 °C, а середня мінімальна – 0,93 °C. Середня річна кількість опадів – 1151 мм.
| Клімат поселення                              | Клімат поселення | Клімат поселення | Клімат поселення | Клімат поселення | Клімат поселення | Клімат поселення | Клімат поселення | Клімат поселення | Клімат поселення | Клімат поселення | Клімат поселення | Клімат поселення | Клімат поселення |
| Показник                                      | Січ.             | Лют.             | Бер.             | Квіт.            | Трав.            | Черв.            | Лип.             | Серп.            | Вер.             | Жовт.            | Лист.            | Груд.            |                  |
| Середній максимум, °C                         | 9,51             | 9,62             | 12,10            | 17,80            | 21,90            | 25,71            | 28,55            | 28,29            | 25,39            | 20,91            | 16,19            | 12,05            |                  |
| Середня температура, °C                       | 5,22             | 5,33             | 7,82             | 13,48            | 17,62            | 21,40            | 24,60            | 24,32            | 21,45            | 16,98            | 12,24            | 8,09             |                  |
| Середній мінімум, °C                          | 0,93             | 1,04             | 3,52             | 9,18             | 13,31            | 17,12            | 20,66            | 20,38            | 17,48            | 13,01            | 8,28             | 4,14             |                  |
| Норма опадів, мм                              | 106              | 89               | 84               | 43               | 44               | 33               | 32               | 61               | 138              | 218              | 170              | 133              |                  |
| Середньомісячна швидкість вітру, м/с          | 2.40             | 2.50             | 2.50             | 2.46             | 2.42             | 2.70             | 2.60             | 2.30             | 2.16             | 2.10             | 2.05             | 2.20             |                  |
| Середньомісячна сонячна радіація, кДж/м²·день | 7054             | 9107             | 11022            | 15445            | 19714            | 21638            | 22262            | 18533            | 15126            | 10785            | 8621             | 6692             |                  |
| --------------------------------------------- | ---------------- | ---------------- | ---------------- | ---------------- | ---------------- | ---------------- | ---------------- | ---------------- | ---------------- | ---------------- | ---------------- | ---------------- | ---------------- |
| Джерело:                                      |                  |                  |                  |                  |                  |                  |                  |                  |                  |                  |                  |                  |                  |